# Гонконг
Гонко́нг (иер. 香港, англ. Hong Kong, кант. Хёнкон?, с.-кит. Сянга́н?), полное название Специа́льный администрати́вный райо́н Гонко́нг (САР Гонконг) — специальный административный район Китайской Народной Республики, один из ведущих глобальных городов и финансовых центров мира. Гонконг занимает первое место по ожидаемой продолжительности жизни и первое место среди городов мира по количеству самых высоких небоскрёбов.
Расположен на Цзюлунском полуострове, а также включает в себя более чем 260 островов, наиболее крупные из которых — Гонконг, Лантау и Ламма. С запада, юга и востока омывается Южно-Китайским морем. Органы верховной власти и финансовый центр территории расположены на острове Гонконг. На севере он граничит с особой экономической зоной Шэньчжэнь в составе китайской провинции Гуандун. Его принято делить на три части: собственно остров Гонконг, Цзюлун и Новые Территории. Он входит в регион дельты реки Чжуцзян, так как расположен на левом берегу её устья.
В 1842 году Гонконг был оккупирован Великобританией и стал её колонией согласно Нанкинскому договору, однако бо́льшая по площади (но не по населению) его часть — Новые Территории — была арендована в 1898 году на 99 лет по Соглашению о расширении Гонконга, и на этот срок являлась частью британской колонии. Хотя Китай как независимое государство появился только в 1911 году, а договор заключался с маньчжурской Империей Цин, Великобритания признавала этот договор аренды и никогда не отказывалась от обязательства передать Китаю Новые Территории к 1997 году.
30 июня 1997 года Великобритания передала Гонконг Китайской Народной Республике. Согласно совместной китайско-британской декларации и Основному закону Гонконга, территории предоставлена широкая автономия до 2047 года (в течение 50 лет после передачи суверенитета). В рамках курса «Одна страна, две системы» и «Гонконгом управляют сами гонконгцы в условиях высокой степени автономии» в течение этого периода Центральное народное правительство КНР берёт на себя вопросы обороны и внешней политики территории. Гонконг оставляет за собой контроль над законодательством, полицией, денежной системой, пошлинами и иммиграционной политикой, а также сохраняет представительство в некоторых международных организациях и мероприятиях под названием «Гонконг, Китай».
Попытки изменения статус-кво 1997 года встречают сопротивление, что находит своё отражение в протестах и демонстрациях; последняя крупная серия протестов началась 31 марта 2019 года на фоне принятия закона об экстрадиции. В результате 30 июня 2020 года главный законодательный орган Китая единогласно принял Закон о защите национальной безопасности в Гонконге.

## История
Остров Гонконг был оккупирован Великобританией в 1841 году, во время Первой опиумной войны. Население острова тогда составляло 3000 жителей, рассеянных по десятку рыбацких деревушек. Вскоре британскими войсками на острове был основан город Виктория в честь королевы Виктории.
В 1860 году после поражения Китая (Империя Цин) во Второй опиумной войне, территории Цзюлунского полуострова к югу от Баундари-стрит и острова Камнерезов были переданы в вечное владение Великобритании согласно Пекинскому договору. В 1898 году Великобритания взяла у Китая в аренду на 99 лет прилегающую территорию на севере Цзюлунского полуострова и остров Лантау, которые получили название Новые Территории.
Дату передачи Гонконга КНР закрепила Объединённая китайско-британская декларация по вопросу передачи Гонконга, подписанная после долгих переговоров, получивших название «война слов» в Пекине 19 декабря 1984 года.
В 1997 году территория Гонконга была официально передана КНР.
Будущее Гонконга в рамках формулы «Одна страна, две системы» представлялось весьма оптимистичным. Со вступлением КНР в ВТО Гонконг получил возможность укрепить свои позиции коммерческого и финансового посредника между Китаем и остальным миром. Тем не менее в Гонконге накапливалось множество проблем. Хотя там в той или иной степени сохранялись институты демократии западного образца, власти КНР стремились усилить свой контроль над этой территорией. Бизнес-элиты Гонконга согласились сотрудничать с властями КНР, однако «креативный класс» и молодёжь, возлагающие надежды на западный путь развития, почувствовали угрозу самостоятельности Гонконга. Это противоречие привело к всплеску протестной активности.
При передаче Гонконга Китаю в 1997 году было обещано, что гонконгцы смогут выбирать главу исполнительной власти и местный парламент самостоятельно. Это обещание записано в статье 45 Основного закона Гонконга. Текст этой статьи, однако, предусматривает, что способ избрания главы исполнительной власти «будет определяться в зависимости от конкретной ситуации и в соответствии с принципом постепенности и упорядоченности». Проведение реформы, ведущей к всенародным выборам главы исполнительной власти в Гонконге, на настоящее время не осуществилось.
В 2014 году протесты, вошедшие в историю под названием «Революция зонтиков», стали реакцией гонконгцев на попытки властей КНР внести такие изменения в избирательную систему Гонконга, которые позволили бы КПК выдвигать наиболее лояльных ей кандидатов на пост главы администрации Гонконга. Тогда эту реформу удалось предотвратить.
В 2019—2020 годах Гонконг захлестнула волна массовых протестов против усиления влияния центральных властей КНР в автономном округе и принятия решений, ограничивающих гражданские свободы его жителей. Эти выступления нередко выливались в уличные беспорядки и сопровождались столкновениями с полицией. В мае 2020 года Государственный секретарь США Майк Помпео заявил Конгрессу США, что Гонконг больше не пользуется высокой степенью автономии от Китая и что такая ситуация может привести к потере особого торгового статуса Гонконга в отношениях с США и поставить под угрозу его статус международного финансового центра. 30 июня 2020 года, несмотря на массовые протесты жителей Гонконга, Постоянный комитет Всекитайского собрания народных представителей принял закон о защите национальной безопасности в Гонконге, который резко снизил уровень политической автономии Гонконга от материкового Китая.
Демократически ориентированные средства массовой информации Гонконга закрываются, гонконгские учёные прекратили исследования по темам, которые КПК считает чувствительными (тайваньский вопрос, религия в материковом Китае, общественное мнение в Гонконге и т. п.). В 2021 году более 100 000 гонконгцев подали документы на получение британской визы, многие перебрались в Австралию, Канаду и на Тайвань. Уезжающие снимали со своих банковских счетов денежные средства, в результате в декабре 2021 года было зафиксировано уменьшение вкладов в гонконгских банках на 452,5 млн долл. Многие представительства западных банков и компаний в Гонконге закрылись. В то же время новая политика властей Гонконга упростила миграцию туда китайцев с материка.

## География
Гонконг расположен на южном побережье Китая и состоит из острова Гонконг, острова Лантау, полуострова Цзюлун, Новых Территорий, а также около 260 малых островов. Новые Территории примыкают с севера к полуострову Цзюлун, и за их северной границей рекой Шэньчжэнь.
Всего к Гонконгу относятся 262 острова в Южно-Китайском море, крупнейшим из которых является остров Лантау. Второй по величине и первый по населению — остров Гонконг.
Название «Гонконг» (кант. иер. 香港, транскр. Хёнкон) буквально означает «благоухающая гавань» и происходит от названия местности в современном районе Абердин на острове Гонконг. Здесь когда-то торговали изделиями из ароматной древесины и благовониями. Узкая полоска воды, разделяющая Гонконг и полуостров Цзюлун, носит название бухта Виктория. Это один из самых глубоких естественных морских портов в мире.
|                            | квадратных километров | квадратных километров | квадратных километров | квадратных километров | квадратных километров |
| 2012                       | 2016                  | 2017                  | 2019                  | 2020                  |                       |
| -------------------------- | --------------------- | --------------------- | --------------------- | --------------------- | --------------------- |
| Остров Гонконг             | 80,6                  | 80,7                  | 80,7                  | 80,7                  | 80,7                  |
| Цзюлун                     | 46,9                  | 46,9                  | 46,9                  | 46,9                  | 47,0                  |
| Новые территории и острова | 976,9                 | 978,7                 | 978,8                 | 979,1                 | 982,5                 |
| Итого                      | 1 104,4               | 1 106,3               | 1 106,4               | 1 106,8               | 1 110,2               |

Несмотря на репутацию Гонконга как высокоурбанизированной территории, власти Гонконга уделяют большое внимание экологии и озеленению. Большая часть Гонконга по-прежнему остаётся неосвоенной, поскольку на ней преобладают холмы и горы с крутыми склонами. Из 1 106,4 км² площади Гонконга освоено менее 25 %. Остальная часть территории покрыта зеленью, из неё около 40 % объявлено зонами отдыха и заповедниками. Большая часть городской застройки территории расположена на полуострове Цзюлун и северном побережье острова Гонконг, а также в населённых пунктах, рассредоточенных по Новым Территориям.
Благодаря длинной неправильной извилистой береговой линии Гонконг обладает множеством бухт, рек и пляжей. Несмотря на обилие зелени и воды в Гонконге, экологические проблемы города вызывают всё большую тревогу, а по качеству воздуха город занимает одно из последних мест. Около 80 % смога Гонконга происходит из других районов дельты реки Чжуцзян, то есть из материкового Китая.
Гонконг расположен в 60 км к востоку от Макао, на противоположном берегу дельты реки Чжуцзян. На севере он граничит с городом Шэньчжэнь провинции Гуандун.
Наивысшая точка Гонконга — гора Таймошань на Новых Территориях, её высота — 958 м. На территории Гонконга также есть низменности, они расположены в северо-западной части Новых Территорий.

## Климат
Климат Гонконга является субтропическим муссонным (Cwa по классификации Кёппена). Для него характерен прохладный сухой сезон, который длится с декабря по март, и жаркий и душный сезон дождей, который длится с апреля по ноябрь.
В сухой сезон дует прохладный воздух с материка, который несёт сухую солнечную погоду. При глубоком проникновении холодного воздуха с севера могут случаться серьёзные похолодания (для тропиков). Осадки в этот период редки.
В сезон дождей дует влажный воздух с Тихого океана, принося обильные осадки. Температура в Гонконге редко превышает 33 °C, однако влажность находится практически на уровне насыщения, что делает погоду труднопереносимой и чрезвычайно душной. Количество осадков может достигать почти 500 мм за месяц. В отдельные годы через Гонконг могут проходить тропические циклоны (тайфуны). В таком климате может расти тропический лес.
Геологически земля под Гонконгом стабильна уже на протяжении миллионов лет, однако после сильных дождей могут случаться оползни. Флора и фауна Гонконга претерпели серьёзные изменения вследствие изменения климата, уровня моря и влияния человека.
Обсерватория Гонконга — государственное учреждение, на которое возложена работа по составлению метеорологических прогнозов, предупреждений о погодных катаклизмах и геофизическому исследованию территории Гонконга.
Наивысшая температура, зафиксированная за историю наблюдений в Гонконге, составляет 38 °C, а самая низкая — −4 °C. В то же время наивысшая и самая низкая температуры, зафиксированные Обсерваторией Гонконга соответственно составляют 36,1 °C 19 августа 1900 года и 18 августа 1990 года, а также 0,0 °C 18 января 1893 года. Средняя температура самого холодного месяца — января, составляет 16,1 °C, а средняя температура самого жаркого месяца — июля, составляет 28,7 °C.
Гонконг расположен чуть южнее тропика Рака, находясь по широте близко к таким городам, как Гавана, Мекка, Калькутта.
| Показатель                            | Янв.  | Фев.  | Март  | Апр.  | Май   | Июнь  | Июль  | Авг.  | Сен.  | Окт.  | Нояб. | Дек.  | Год    |
| ------------------------------------- | ----- | ----- | ----- | ----- | ----- | ----- | ----- | ----- | ----- | ----- | ----- | ----- | ------ |
| Абсолютный максимум, °C               | 26,9  | 28,3  | 30,1  | 33,4  | 35,5  | 35,6  | 35,7  | 36,6  | 35,2  | 34,3  | 31,8  | 28,7  | 36,6   |
| Средний суточный максимум, °C         | 18,7  | 19,4  | 21,9  | 25,6  | 28,8  | 30,7  | 31,6  | 31,3  | 30,5  | 28,1  | 24,5  | 20,4  | 26,0   |
| Средняя температура, °C               | 16,5  | 17,1  | 19,5  | 23,0  | 26,3  | 28,3  | 28,9  | 28,7  | 27,9  | 25,7  | 22,2  | 18,2  | 23,5   |
| Средний суточный минимум, °C          | 14,6  | 15,3  | 17,6  | 21,1  | 24,5  | 26,5  | 26,9  | 26,7  | 26,1  | 23,9  | 20,3  | 16,2  | 21,6   |
| Абсолютный минимум, °C                | 0,0   | 2,4   | 4,8   | 9,9   | 15,4  | 19,2  | 21,7  | 21,6  | 18,4  | 13,5  | 6,5   | 4,3   | 0,0    |
| Среднее число солнечных часов в месяц | 145,8 | 101,7 | 100,0 | 113,2 | 138,8 | 144,3 | 197,3 | 182,1 | 174,4 | 197,8 | 172,3 | 161,6 | 1829,3 |
| Среднее число дней с осадками         | 5,7   | 8,0   | 10,5  | 11,4  | 15,4  | 19,3  | 18,4  | 17,5  | 14,9  | 7,8   | 5,7   | 5,3   | 139,9  |
| Норма осадков, мм                     | 33    | 39    | 75    | 153   | 291   | 492   | 386   | 453   | 321   | 120   | 39    | 29    | 2431   |
| Средняя влажность, %                  | 74    | 79    | 82    | 83    | 83    | 82    | 81    | 81    | 78    | 73    | 72    | 70    | 78     |
| Источник: Гонконгская обсерватория    |       |       |       |       |       |       |       |       |       |       |       |       |        |

## Здравоохранение
В 1997 году на экономику Гонконга серьёзное негативное влияние оказал азиатский финансовый кризис 1997 года, ударивший по многим восточноазиатским рынкам. В том же году в Гонконге было зафиксировано первое заражение человека вирусом птичьего гриппа H5N1. В 1998 году после шести лет строительства в рамках Центральной программы строительства аэропорта был открыт новый Международный аэропорт Гонконга. Этот проект был частью амбициозной стратегии развития портов и аэропортов, составленной в начале 1980-х.
В первой половине 2003 года в Гонконге разразилась эпидемия вируса атипичной пневмонии. Дун Цзяньхуа — руководитель Администрации Гонконга (1997—2005), подвергся критике и обвинениям в ошибках в преодолении азиатского финансового кризиса 1997 года и непринятии должных мер в борьбе с атипичной пневмонией (SARS). В том же 2003 году администрация Дун Цзяньхуа пыталась провести принятие статьи № 23 Основного закона Гонконга, которая давала возможность для нарушения прав и свобод гонконгцев. В результате полумиллионных демонстраций протеста администрация была вынуждена отказаться от этих планов. В 2004 году в ходе таких же массовых демонстраций жители Гонконга требовали введения в 2007 году всеобщих выборов главы САР. В марте 2005 года по просьбе китайского руководства Дун Цзяньхуа ушёл в отставку. Сразу после отставки Дун Цзяньхуа это место занял его заместитель Дональд Цанг. 25 марта 2007 года Дональд Цанг был переизбран на второй срок.

## Правительство и политика
Согласно Основному закону Гонконга, выполняющему роль конституции САР Гонконг, местные власти сохраняют суверенитет над всеми вопросами и делами территории за исключением обороны и внешней политики. Пока Гонконг был колонией, его губернатора назначал монарх Великобритании. После возвращения этой территории под юрисдикцию Китая её возглавляет Глава администрации Гонконга. Его избирает Комитет по выборам Главы администрации Гонконга, состоящий из 800 человек, которые представляют гонконгскую деловую элиту. Все остальные государственные служащие либо назначаются Главным министром Администрации (прямо или косвенно), либо выбираются избирателями. В теории, такое соглашение должно гарантировать практически полную независимость политической, культурной, законодательной и экономической инфраструктуры Гонконга от материкового Китая, но, несмотря на это, на практике власти КНР часто обвиняют в чрезмерном вмешательстве во внутренние дела Гонконга, переходящем границы, определённые Основным законом.
Для того чтобы новый закон вступил в силу, его должен поддержать Глава администрации и большинство из 90 депутатов Законодательного совета Гонконга. 20 депутатов Законодательного совета избирается путём всеобщего голосования (по так называемыми «географическими округами», то есть населением, разбитым по территориальному признаку), 30 депутатов — от и.н. «функциональных округов», то есть группами физических лиц и организаций, разбитых по профессиональному (функциональному) признаку (то есть, адвокаты и адвокатские фирмы избирают своего депутата, финансовые группы и финансисты — своего, и т. д.). Эти группы представляют наиболее значимые сферы жизни и экономики Гонконга. Оставшиеся 40 депутатов назначаются специальной «избирательной комиссией».

### Выборы местной администрации
С 16 июня 2005 года должность Главного министра Администрации Гонконга занимал Дональд Цанг. Его избрал комитет выборщиков, назначенных Пекином из числа гонконгской деловой элиты. До передачи Гонконга Китаю в 1997 году Дональд Цанг занимал должность Главного секретаря Администрации Гонконга в колониальном правительстве. 24 июня 2005 года он официально вступил в нынешнюю должность. На ней он заменил Дуна Цзяньхуа, ушедшего с поста раньше положенного времени по состоянию здоровья (по другим сведениям, в результате давления общественности), поэтому сначала Дональд Цанг должен был «доработать» за Дуна его срок, заканчивающийся 30 июня 2007 года, согласно толкованию Приложения I и статьи № 46 Основного закона Гонконга.
Выборы нового Главного министра 852-местным Избирательным комитетом должны были состояться 10 июля 2005 года, но уже 16 июня Дональд Цанг был объявлен победителем, поскольку он был единственным кандидатом, за выдвижение которого проголосовали необходимые 100 членов Избирательного комитета. Первым Главным министром Гонконга был миллиардер Дун Цзяньхуа, кандидатуру которого предложили власти Китая. Его избирал комитет из 400 выборщиков, 1 июля 1997 года он официально вступил в должность. В июле 2002 года истёк его первый пятилетний срок, и он также был автоматически переизбран как единственный номинированный кандидат. Это дало повод критикам говорить о том, что комитет не избирал, а фактически дважды оформил назначение кандидатуры Пекина.
В 1996 году в КНР было образовано Временное законодательное собрание Гонконга, и после передачи Гонконга Китаю в 1997 году оно переехало в Гонконг. Временное собрание отменило несколько законов, принятых всенародно избранным в 1995 году колониальным Законодательным собранием. Временное собрание приняло ряд законов, в том числе Закон об общественном порядке, согласно которому, для проведения любого мероприятия с количеством участников более 30 требовалось разрешение полиции. Выборы в Законодательное собрание Гонконга были проведены 24 мая 1998 года, 10 сентября 2000 года и 12 сентября 2004 года. Согласно Основному закону, в Законодательном собрании настоящего третьего созыва 25 мест отведено депутатам от географических округов и 30 мест от функциональных округов. Несмотря на недовольство демократической оппозиции системой функциональных округов, которая даёт право весьма небольшому количеству избирателей (чуть более 100 тыс.) избирать половину депутатов парламента, прошедшие в 1998, 2000 и 2004 годах выборы были оценены наблюдателями как свободные и открытые.
Следуя колониальной традиции, государственные учреждения Гонконга сохраняют свою нейтральность и высокое качество, действуя без явного вмешательства Пекина. Многие правительственные здания расположены в районе Сентрал на острове Гонконг, недалеко от исторического месторасположения города Виктория — места изначального расположения британских поселений.
В 1999 году в Гонконге разгорелись споры вокруг права на проживание в Гонконге, в то время как противоречия по поводу 23-й статьи Основного закона Гонконга стали основной темой политической жизни Гонконга в 2002 и 2003 годах, достигнув своей кульминации, выразившейся 1 июля 2003 года в полумиллионной демонстрации. Несмотря на это, правительство продолжило попытки продавить закон в Законодательном собрании. Однако, одна из основных проправительственных партий отказалась голосовать за закон. Осознав, что закон принять не удастся, правительство положило его проект, порождённый статьёй 23, под сукно. К концу 2003 и в 2004 году основной темой противоречий стал вопрос о всеобщих выборах, требования о которых стали главным слоганом массовых демонстраций 1 июля 2004 года.
24 сентября 2005 года 25 членов Законодательного собрания Гонконга демократических взглядов, некоторые из которых были объявлены Пекином предателями после их критики действий Пекина во время подавления студенческих демонстраций на пекинской площади Тяньаньмэнь в 1989 году, отправились в соседнюю с Гонконгом провинцию Гуандун, приняв беспрецедентное приглашение от властей КНР. Приглашение было расценено как самый значительный акт доброй воли по отношению к демократическим силам Гонконга после событий на площади Тяньаньмэнь.
4 декабря 2005 года Фронт гражданских прав человека и депутаты из демократического лагеря организовали демонстрацию, главным требованием которой было включение определения сроков введения всеобщих выборов в предложения о политических реформах на выборах Главного министра и Законодательного собрания в 2007 и 2008 годах соответственно. По данным полиции, в демонстрации участвовало 63 000 человек, организаторы сообщали о как минимум 250 000. Согласно этим предложениям, избирательный комитет увеличился бы вдвое (с 800 до 1600 членов), а членов Законодательного собрания стало бы больше на 10 (по 5 от географических и от функциональных округов). 22 декабря 2005 года реформы, предложенные Главным министром Администрации Гонконга Дональдом Цангом из-за позиции демократического лагеря не смогли набрать необходимые две трети голосов, получив 34 голоса за и 24 против. После поражения Китай и Главный министр дали понять, что проведение реформ невозможно до выборов 2012 года. В то же время голосование мало повлияло на популярность Цанга: уровень его поддержки снизился с 82 только до 79 %.
Новый Главный министр администрации Лян Чжэньин, набравший на выборах 25 марта 2012 года 689 из 1132 голосов, вступил в должность 1 июля того же года, празднования 15-летней годовщины со дня возвращения бывшей британской колонии под юрисдикцию Китая (1 июля 1997 года). Срок полномочий 4-го главы администрации Гонконга — с 1 июля 2012 года по 30 июня 2017 года.
Согласно Основному закону КНР о САР Гонконг, кандидатура на пост главы администрации САР выдвигается на месте путём выборов или консультаций, официальное назначение производится центральным правительством КНР.
Несмотря на то, что Гонконг не является независимым государством, он пользуется правом независимого членства в таких международных организациях и мероприятиях, как Азиатско-Тихоокеанское экономическое сотрудничество или Олимпийские игры, но после 1997 года официальное название его делегаций было изменено на «Гонконг, Китай». Гонконг также участвует в некоторых международных мероприятиях путём включения своего делегата в группу представителей КНР.
На состоявшихся 25 марта 2012 года выборах главы администрации победил Лян Чжэньин.
В конце сентября 2014 года в Гонконге начались массовые протесты против попытки центральной власти Китая помешать проведению свободных выборов в бывшей колонии Англии в 2017 году. Протесты получили название Революции зонтиков.
В 2019 году в Гонконге прошли массовые протесты против законопроекта об экстрадиции, предложенного правительством. В результате протестов законопроект был отозван, а глава Гонконга Кэрри Лэм принесла извинения общественности.

### Министерства
- Министерство городского обслуживания Гонконга
- Министерство гражданской авиации Гонконга
- Министерство досуга и культуры Гонконга
- Министерство жилищного строительства Гонконга
- Министерство защиты окружающей среды Гонконга
- Министерство иммиграции Гонконга
- Министерство информационной службы Гонконга
- Министерство налогов Гонконга
- Министерство переписи населения и статистики Гонконга
- Министерство сельского хозяйства, рыболовства и заповедников Гонконга
- Министерство строительства и развития Гонконга
- Министерство транспорта Гонконга
- Министерство электрической и механической служб Гонконга
- Министерство юстиции Гонконга
- Морское министерство Гонконга
- Таможенное и акцизное министерство Гонконга

## Административное деление
Гонконг состоит из 18 округов:
| - Центральный и Западный (Сентрал-энд-Вестерн) - Восточный - Южный - Ваньчай (Ван-Чай)? - Коулун-Сити - Самсёйпоу (Шам-Шуй-По) - Яучимвон (Яу-Цим-Монг) - Вонтайсинь (Вонг-Тай-Син) - Куньтхон (Квун-Тонг) | - Северный - Сайкун (Сай-Кунг) - Сатхинь (Ша-Тин) - Тайпоу (Тай-По) - Айлендс - Кхуайчхин (Квай-Цинг) - Чхюньвань (Цюн-Ван) - Тхюньмунь (Тюн-Мун) - Юньлон (Юн-Лонг) |

Каждый округ представлен окружным собранием, который даёт советы правительству Гонконга по вопросам местного значения, касающимся общественных учреждений, программ развития округа, культурных мероприятий и защиты окружающей среды. За координацию действий окружных властей и информирование населения о планах и действиях правительства отвечает Департамент внутренних дел. Он осуществляет общение с населением на местах через органы соответствующих районов.
В Гонконге также де-факто существуют районы под своими исторически сложившимися названиями, а также города и посёлки. Однако они не обладают формальным административным статусом, являясь частью одного из округов. Исторические границы Виктории, Цзюлун и Нового Цзюлуна прописаны в законах, однако они больше не обладают юридическими и административными полномочиями.

## Население
В течение 1990-х численность населения Гонконга начала быстро расти. По состоянию на середину 2016 года, она составила свыше 7 167 403 человек (июль 2016, оценка). Около 95 % жителей Гонконга являются этническими китайцами, большинство из которых составляют кантонцы, а также такие китайские этнические группы как хакка и чаочжоуцы. Кантонский диалект — разновидность языка юэ сино-тибетской семьи, распространённая в соседней китайской провинции Гуандун, — является основным языком общения в Гонконге. Официальными языками территории являются китайский (без указания конкретной разновидности) и английский. Согласно переписи населения 1996 года, 3,1 % жителей Гонконга назвали английский языком повседневного общения, 34,9 % назвали английский вторым языком. Двуязычные знаки на китайском и английском встречаются в Гонконге повсеместно. После передачи суверенитета в 1997 году увеличился приток иммигрантов из континентального Китая. Уровень использования путунхуа — официальной разговорной формы севернокитайского языка материкового Китая — также повысился. Интеграция с материковой экономикой привела к потребности в людях, владеющих путунхуа.
Оставшиеся 5 % составляют некитайские этнические группы, которые, несмотря на свою малочисленность, формируют весьма заметные группы. Южноазиатское население Гонконга состоит из индийцев, пакистанцев и небольшого числа непальцев. Бежавшие от войны вьетнамцы стали постоянными жителями Гонконга. Около 140 тыс. филиппинцев работают в Гонконге помощниками по дому. Также есть помощники по дому из Индонезии, и их количество постоянно растёт. В коммерческом и финансовом секторе Гонконга также работают европейцы, американцы, австралийцы, канадцы, японцы и корейцы.
Динамика численности евреев города следующая: 1921 год — 100 человек, 1954 год — 250 человек, 1968 год — 200 человек (в том числе 70 сефардов и 130 ашкенази), 1998 год — 2500 человек, 2002 год — 6000 человек.
Гонконг — одна из самых густонаселённых стран (зависимых территорий) в мире, плотность населения составляет более 6 700 человек на км² (31.12.2017). В границах Гонконга расположен самый густонаселённый остров в мире — Аплэйчау.
Население Гонконга в основном сосредоточено в чрезвычайно густонаселённом центре территории, состоящем из Цзюлуна и северной части острова Гонконг. Плотность населения в остальных частях территории намного меньше. Несколько миллионов жителей проживают неравномерно на Новых Территориях, юге острова Гонконг и на острове Лантау. Всё большее число гонконгцев предпочитают жить в материковом Шэньчжэне, где цены намного ниже, и ездить в Гонконг на работу.
| Численность населения на 1 января по итогам переписей | Численность населения на 1 января по итогам переписей | Численность населения на 1 января по итогам переписей | Численность населения на 1 января по итогам переписей | Численность населения на 1 января по итогам переписей |
| 1961                                                  | 1971                                                  | 1976                                                  | 1981                                                  | 1986                                                  |
| ----------------------------------------------------- | ----------------------------------------------------- | ----------------------------------------------------- | ----------------------------------------------------- | ----------------------------------------------------- |
| 3 129 648                                             | ↗3 936 630                                            | ↗4 402 990                                            | ↗5 109 812                                            | ↗5 495 433                                            |
| 1991                                                  | 1996                                                  | 2001                                                  | 2006                                                  | 2011                                                  |
| ↗5 674 114                                            | ↗6 217 556                                            | ↗6 708 389                                            | ↗6 864 346                                            | ↗7 071 576                                            |
| 2016                                                  |                                                       |                                                       |                                                       |                                                       |
| ↗7 336 585                                            |                                                       |                                                       |                                                       |                                                       |

| Оценки численности населения | Оценки численности населения | Оценки численности населения | Оценки численности населения | Оценки численности населения |
| 12.2013                      | 07.2014                      | 12.2014                      | 07.2015                      | 12.2015                      |
| ---------------------------- | ---------------------------- | ---------------------------- | ---------------------------- | ---------------------------- |
| 7 210 900                    | ↗7 229 500                   | ↗7 252 900                   | ↗7 291 300                   | ↗7 309 700                   |
| 07.2016                      | 12.2016                      | 07.2017                      | 12.2017                      | 07.2018                      |
| ↗7 336 600                   | ↗7 377 100                   | ↗7 391 700                   | ↗7 413 100                   | ↗7 451 000                   |
| 12.2018                      | 07.2019                      | 12.2019                      | 07.2020                      | 12.2020                      |
| ↗7 486 400                   | ↗7 507 400                   | ↗7 520 800                   | ↘7 481 800                   | ↘7 474 200                   |

По данным на 2012 год, 19,6 % жителей города жило за чертой бедности. Для них существуют разные социальные льготы, однако это в общем мало улучшает общее положение. В основном, в категорию нищего населения попадают семьи с детьми и старое поколение. Сегодня отсутствует чёткая программа по «искоренению бедности» в городе, однако государство предпринимает отдельные меры — например, в 2011 году была установлена минимальная почасовая зарплата, составляющая 2,6 доллара в час. Другой значительной социальной проблемой города является острая нехватка жилой площади — в частности, площадь стандартной квартиры на 5 человек составляет 25—28 квадратных метров, при этом на кухню и ванную уделяется лишь по 2—3 м², а цены на жильё предельно высокие; половина жителей города живут в социальных квартирах. По данным на 2014 год, почти полмиллиона жителей, не имеющих средств на покупку квартиры, жило в так называемых «коробках/клетках» — комнатах с площадью в 1-2 квадратных метра, при этом их число постоянно увеличивается в связи с быстрым подорожанием квартир.

### Естественное движение населения
Среднее число рождений на одну женщину в период с июля 2016 по июль 2017 составило 1,125. Это один из самых низких показателей в мире, намного ниже 2,1 — уровня, необходимого для поддержания постоянной численности населения. Несмотря на это, население Гонконга продолжает расти благодаря притоку иммигрантов из материкового Китая, с июля 2017 по июль 2018 миграционный прирост составил 49 600 человек. Средняя ожидаемая продолжительность жизни в Гонконге в 2017 году у мужчин составляла 81,7 года, а у женщин 87,7 лет. Рождений — 56 891 (2017) Рождаемость — 7,67 ‰ (2017), смертей — 45 883 (2017), смертность — 6,19 ‰ (2017), естественный прирост + 11 008 (2017) естественный прирост +1,48 ‰ (2017), сальдо миграций + 26 000 (2017), сальдо миграций +3,51 ‰ (2017)

## Экономика
Экономика территории основывается на свободном рынке, низком налогообложении и невмешательстве государства в экономику. Гонконг является офшорной территорией, свободным портом и не взимает таможенных сборов на импорте, там нет налога на добавленную стоимость или его эквивалентов. Акцизы взимаются только с четырёх видов товаров, независимо от того, импортные они или местного производства. Это спиртные напитки, табак, минеральное масло и метиловый спирт. Гонконг — важный центр международных финансов и торговли, а уровень концентрации штаб-квартир является самым высоким в Азиатско-Тихоокеанском регионе. По показателям душевого валового внутреннего продукта и валового городского продукта Гонконг является наиболее богатым городом в КНР.
Система налогообложения Гонконга сформировалась по образцу английской и во многом унаследовала принципы Комплекса мероприятий британского содружества в области налоговой политики, принятого в 1947 году. В Гонконге не существует деления компаний на резидентные и нерезидентные, а принят территориальный принцип налогообложения. Это означает, что компании Гонконга подлежат налогообложению только в том случае, если доходы получены от источника в Гонконге или деятельность по получению этого дохода осуществлялась в Гонконге. Если компания не вела деятельности на территории Гонконга и не получала доходов от источников в Гонконге, она не подлежит налогообложению. В Гонконге отсутствуют налоги на прирост капитала, дивиденды, проценты, роялти, получаемые из-за границы или отправляемые за границу. Ставка налога на прибыль для компаний, ведущих деятельность в Гонконге, составляет 16,5 %.
Продолжая политику британской администрации, правительство Гонконга отдаёт приоритет в управлении экономикой свободному рынку и частному сектору. С 1980 года правительство играло пассивную роль в рамках официальной политики позитивного невмешательства. Гонконг зачастую приводят в качестве образцового примера капитализма laissez-faire, воплощённого на практике. С момента появления индекса экономической свободы в 1995 году Гонконг ежегодно занимает в нём первое место в течение 13 лет. Он также занимает первое место в докладе «Экономическая свобода в мире».
Гонконг обладает малым количеством пригодной для возделывания земли и скудными природными ресурсами, поэтому вынужден импортировать бо́льшую часть продуктов питания и сырья. Гонконг занимает одиннадцатую строчку в списке крупнейших торговых акторов в мире, общая стоимость его импорта и экспорта превышает валовой внутренний продукт территории. По состоянию на 2006 год, в Гонконге функционировали консульства 114 стран — больше, чем в любом другом городе мира. Значительную часть экспорта Гонконга составляет реэкспорт, то есть продукция, произведённая вне границ территории, в основном на материковом Китае, и распространяемая через Гонконг. Ещё до передачи суверенитета Китайской Народной Республике Гонконг установил развитые торговые и инвестиционные связи с материковым Китаем. Автономный статус территории позволяет ей выполнять роль ворот для инвестиций и ресурсов, направляющихся на континент.
Валютой Гонконга является гонконгский доллар. С 1983 года он привязан к доллару США. Курс валюты может колебаться в коридоре между 7,75 и 7,85 гонконгского доллара за один американский. Гонконгская фондовая биржа — седьмая по величине биржа в мире, в феврале 2007 года её капитализация составляла 1,69 трлн долларов США. По количеству IPO в 2006 году Гонконгская биржа занимала второе место в мире, уступая лишь Лондонской. Согласно Индексу финансовых центров мира 2007 года, составляемому Корпорацией лондонского Сити с целью оценки конкурентоспособности 46 финансовых центров по всему миру, Гонконг является третьим лучшим финансовым центром в мире и первым в Азии.
Сегодня сфера услуг даёт более 90 % валового внутреннего продукта Гонконга. После Второй мировой войны и последовавшей индустриализации Гонконга доминирующим сектором территории была промышленность. В 1970-х экономика Гонконга ежегодно росла в среднем на 8,9 % благодаря экспорту. В 1980-х в экономике Гонконга произошла быстрая трансформация, в результате которой основой экономики стал сектор услуг. Средний ежегодный рост ВВП в этот период составлял 7,2 %. В этот период большая часть производства была перенесена в материковый Китай, и сейчас вклад промышленности в экономику составляет лишь 9 %. После того как в 1990-х Гонконг стал признанным финансовым центром, экономический рост замедлился до 2,7 %. Благодаря бурному экономическому росту и быстрой индустриализации Гонконг вошёл в четвёрку «азиатских тигров», или «драконов», наряду с Сингапуром, Республикой Кореей и Тайванем.
В 1998 году из-за последствий азиатского финансового кризиса экономика территории сократилась на 5,3 %. За этим последовал период восстановления и роста, который в 2000 году составил 10 %, несмотря на продолжавшуюся дефляцию. В 2003 году на экономику Гонконга оказала негативное влияние вспышка атипичной пневмонии (SARS), из-за чего рост экономики в том году составил лишь 2,3 %. Однако благодаря восстановлению и росту внешнего и внутреннего спроса в 2004 году экономика вновь стала уверенно расти, при этом снижение себестоимости повысило конкурентоспособность гонконгского экспорта. Период дефляции, продолжавшийся 68 месяцев, закончился в середине 2004 года, когда уровень инфляции стабилизировался около нулевой отметки. С 2003 года был введён «режим индивидуальных визитов», который избавил граждан континентальной части КНР от необходимости присоединяться к туристической группе, чтобы посетить Гонконг. Возросший в результате этой меры поток туристов с континента положительно отразился на доходах туристической отрасли Гонконга. Этому также способствовало открытие гонконгского Диснейленда в 2005 году. Экономика продолжает уверенно расти благодаря потребительской уверенности и росту торговли. В Гонконге установлен низкий уровень налогообложения компаний и физических лиц.
В 2006 году по показателю ВВП на душу населения, равному 38 127 долларов США, Гонконг занимал 6-е место в мире, опережая такие страны, как Швейцария, Дания и Япония. По общему объёму ВВП, который составляет 253,1 млрд долларов США, Гонконг занимает 40-е место.
По состоянию на 2014 год Гонконг занял 3-е место в мировом рейтинге лёгкости ведения бизнеса. Занимает 5 место в рейтинге налоговых систем мира. По данным Всемирного банка в Гонконге 3 налога, из которых 17,6 % налог на прибыль, 5,1 % трудовой налог, 0,1 % — другие. Суммарная ставка налогов составляет 22,8 %.
С 1 мая 2019 года минимальная заработная плата в Гонконге для работников, не являющихся иностранной домашней прислугой, составляет HK$37,50 в час ($4,78 в час).
С 1 мая 2023 года минимальная заработная плата в Гонконге для работников, не являющихся иностранной домашней прислугой, составляет HK$40,00 в час ($5,12 в час).

## Транспорт
Гонконг обладает сложной высокоразвитой транспортной системой, включающей в себя общественный и личный транспорт.
Система общественного транспорта, кроме системы рельсового транспорта MTR, объединяющей метрополитен, пригородные и внутригородские электропоезда (бывшая Коулун-Кантонская железная дорога), включает в себя автобусное сообщение, паромное сообщение между островной и материковой частью города, а также с прилегающими островами, двухэтажный гонконгский трамвай и фуникулёр, соединяющий центр города с пиком Виктория. Кроме того, в качестве транспорта используется эскалаторный подъёмник, представляющий собой цепь нескольких эскалаторов и траволаторов, которая соединяет районы Сентрал-энд-Вестерн и Мид-левелс.

## Культура
Гонконг зачастую описывают как место, где Восток встречается с Западом, что выражается в его экономической инфраструктуре, архитектуре, образовании и городской культуре. На одной улице можно найти традиционные китайские магазинчики, торгующие китайскими лекарствами, буддийскими благовониями или супом из акульего плавника, кинотеатры, английские пабы, католическую церковь или Макдоналдс. Официальными языками территории являются китайский и английский, двуязычные указатели встречаются повсеместно в Гонконге. Государственные учреждения, полиция, большинство учреждений и магазинов ведут дела на обоих языках.
Космополитический дух Гонконга также находит отражение в разнообразии представленных кухонь. Наибольшей популярностью пользуются различные направления китайской кухни, особенно морепродукты, при этом в Гонконге много европейских, американских, японских, корейских и других ресторанов. Весьма популярна и местная кухня, которую можно встретить в чхачханьтхэнах и тайхайтонах. Гонконгцы очень серьёзно относятся к еде, поэтому Гонконг является местом, притягивающим лучших шеф-поваров со всего мира.
Наряду со статусом одного из центров мировой торговли, Гонконг также является крупным экспортёром развлекательной продукции, в частности, жанра боевых искусств. Несколько голливудских знаменитостей являются выходцами из Гонконга, в их числе Брюс Ли, Чоу Юньфат, Джеки Чан. Гонконг также дал Голливуду несколько выдающихся кинорежиссёров, таких как Джон Ву, Вонг Карвай, Цуй Харк, Юнь Вопхин. Гонконгские фильмы также несколько раз завоёвывали мировую известность, например, «Чунгкингский экспресс», «Двойная рокировка», «Убойный футбол», «Разборка в Бронксе» и «Любовное настроение». Известный режиссёр Квентин Тарантино в одном из интервью сказал, что на него большое влияние оказали гонконгские боевики. Гонконг — это также главный центр производства музыки кантопоп. В Гонконге живут многие кинозвёзды. Культура караоке является частью ночной жизни Гонконга.
Администрация Гонконга поддерживает культурные учреждения, такие как Музей наследия Гонконга, Гонконгский музей искусств, Гонконгскую академию исполнительного искусства, Гонконгскую публичную библиотеку и Гонконгский филармонический оркестр. Кроме того Департамент развлекательных и культурных услуг Гонконга субсидирует и оказывает спонсорскую поддержку зарубежным артистам, приезжающим в Гонконг.
С 2001 года в городе ежегодно проводится Международный литературный фестиваль.

## Образование
Как бывшая заморская территория Великобритании Гонконг в основном сохранил систему образования Великобритании. На более высоких ступенях в Гонконге есть и британская, и американская системы. Гонконгский университет — самое старое учебное заведение третьей ступени в Гонконге. Второй по времени основания Китайский университет Гонконга повторяет американскую модель с особой британской системой колледжей. Гонконгский университет науки и технологии основан на американской модели высшего образования. В Гонконге есть девять государственных университетов, а также несколько частных вузов. Один из ярких примеров — Университет Линнань в районе Тхюньмунь, это единственный университет Гонконга, в котором есть обучение семи свободным искусствам.
Одним из первых учебных заведений, существование которых подтверждается историческими источниками, являлся колледж Ли Иня, основанный в 1075 году в районе современных Новых Территорий. В 1860 году в Гонконге было около 20 деревенских школ.
Начало современному гонконгскому образованию положили протестантские и католические миссионеры. Итальянские миссионеры начали обучать китайских и английских детей в 1843 году. Образование предоставлялось только мальчикам.
Государственные учебные заведения Гонконга курирует Департамент образования Правительства САР Гонконг. В систему входят необязательные трёхлетние детские сады, за которыми следует обязательное шестилетнее начальное образование и трёхлетняя первая ступень среднего образования; затем необязательное двухлетнее среднее образование второй ступени, завершающееся получением Образовательного экзаменационного сертификата Гонконга, после чего следует двухлетний курс подготовки к Экзаменам продвинутого уровня Гонконга. В 2009—2012 годах планируется постепенное введение новой системы «3+3+4», состоящей из трёхлетнего курса средней школы первой ступени, трёхлетнего курса второй ступени и четырёхлетнего высшего образования. В Гонконге также есть вузы, предоставляющие учёные степени бакалавра, магистра и доктора, прочие высшие дипломы и дипломы младшего специалиста.
Ведущие образовательные учреждения Гонконга можно разделить на три категории: государственные, субсидируемые и частные учреждения. Самым малочисленной является первая категория, наибольшее число учебных заведений относится к субсидируемым, получающим помощь от правительства и гранты от благотворительных организаций, зачастую, религиозной направленности. Как правило, это католические и прочие христианские организации, но среди них могут также быть буддийские, даосские, исламские и конфуцианские организации. В то же время частные образовательные учреждения нередко управляются христианскими организациями. Вне этой системы есть учреждения в рамках системы прямых субсидий и частные международные школы.